# گرینفیلد (ویسکانسین)
گرینفیلد، ویسکانسین  (به انگلیسی: Greenfield) شهری در شهرستان میلواکی ایالت ویسکانسین است که در سال ۱۹۵۷ بنیان‌گذاری شده‌است. این شهر طبق سرشماری سال ۲۰۱۰ میلادی ۳۶٬۷۲۰ نفر جمعیت داشته‌است.